# 렌나르트 스트란드
레나르트 스트란드(스웨덴어: Lennart Strand, 1921년 6월 13일 ~ 2004년 1월 23일)는 1500m에서 전문적이던 스웨덴의 중거리달리기 선수였다.
말뫼에서 태어난 스트란드는 이 종목에서 4회의 국내 타이틀(1945~47, 1949, 1950)을 우승하고, 1946년 자신의 동료 헨뤼 에릭손을 꺾고 유럽 타이틀을 우승하였다.
2년 후, 런던 올림픽에서 그는 에릭손의 뒤로 밀려 2위를 하였다. 1947년 말뫼에서 군데르 헤그의 1500m 세계 기록 3분 43.0초를 동일하게 하였다.
유럽 선수권에서 1500m 결승전을 포기한 후, 1950년 육상에서 은퇴하였다. 그는 뛰어난 피아니스트였으며 1952년 몇몇의 재즈 앨범들을 발매하였다. 또한 쉬드스벤스카 신문을 위한 스포츠 기자로 일하기도 하였다.
2003년 후순에 교통 사고를 당한 후 사망하였다.